# Mentoclaenodon
Mentoclaenodon is een uitgestorven zoogdier behorend tot de Arctocyonidae. Het geslacht leefde in het Laat-Paleoceen in West-Europa.

## Fossiele vondsten
Fossiele vondsten van Mentoclaenodon zijn gedaan in Walbeck in Saksen-Anhalt en Cernay-lès-Reims in het bekken van Parijs.

## Kenmerken
Mentoclaenodon was groter dan de verwante Arctocyon met formaat van een beer. Het dier had grote hoektanden die neigde naar sabeltanden. 